# Kisfaludy-Gesellschaft

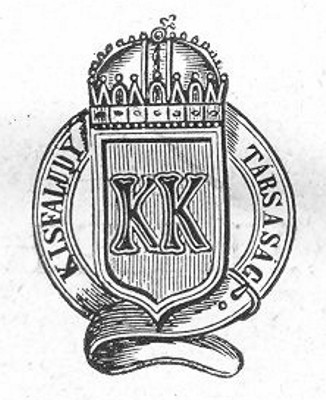
Embleme der Kisfaludy-Gesellschaft (1881)

Die Kisfaludy-Gesellschaft war ein 1837 zur Erinnerung an die Brüder Károly Kisfaludy und Sándor Kisfaludy gegründeter ungarischer Kulturverein. Der in 5000 Gulden bestehende Überschuss von einer Sammlung, um dem Verstorbenen in Balatonfüred ein Denkmal zu setzen, wurde zur Aussetzung von Preisen für ästhetische Abhandlungen und belletristische Arbeiten verwendet, und bald wuchs die Summe durch freiwillige Schenkungen und den Erlös aus den Werken Kisfaludys bedeutend an.
Die Kisfaludy-Gesellschaft erweiterte dabei alljährlich den Kreis ihrer Mitglieder, und ihre Tätigkeit rief nicht nur durch die jährlich verteilten Preise viele gediegene Arbeiten hervor, sondern übte auch durch ihre Jahrbücher, ihr kritisches Journal sowie die Herausgabe älterer und neuerer ungarischer Meisterwerke etc. bedeutsamen Einfluss auf die Entfaltung der jungen ungarischen Literatur aus.
Außerdem lieferte sie gediegene Übersetzungen antiker und moderner Meisterwerke, namentlich der dramatischen Dichtungen von Shakespeare, Molière u. a., des Don Quichotte von Cervantes, und veröffentlichte Sammlungen von ungarischen und in Übersetzung von slowakischen und ruthenischen Volksliedern.
Zu ihren Gründungsmitgliedern gehörten József Bajza, Gregor Czuczor, Miklós Jósika, Pál Kovács, Ferenc Kölcsey, György Zádor, Ferenc Toldy und Mihály Vörösmarty.
Die Gesellschaft wurde in 1952 aufgelöst.